# Berit Heggenhougen-Jensen
Berit Heggenhougen-Jensen (født 31. maj 1956) er en dansk billedkunstner og forsker.
Deltog i 1982 på den skelsættende generationsudstilling Kniven på hovedet på Tranegården i Gentofte. 

## Link
- CV / Blog for Berit Heggenhougen-Jensen
- YouTube: Anekdoter. Pilot til mulig tv-serie, hvor kendte mennesker fortæller anekdoter.
- Udpeger portrættet en henvendelse: et dobbeltsidet sprogligt billede. Skrift i forbindelse med udstillingen Brygger J.C. Jacobsens Portrætpris
- Berit Heggenhougen-Jensen på Kunstindeks Danmark/Weilbachs Kunstnerleksikon

|  | Artiklen om Berit Heggenhougen-Jensen kan blive bedre, hvis der indsættes et (bedre) billede Du kan hjælpe ved at afsøge Wikimedia Commons for et passende billede eller uploade et godt billede til Wikimedia Commons iht. de tilladte licenser og indsætte det i artiklen. |